# John Miller Adye
John Miller Adye, född 1 november 1819 i Sevenoaks i Kent, död 26 augusti 1900, var en brittisk general.
Sir John inträdde 1836 i artilleriet och utmärkte sig i Krimkriget, Sepoyupproret och Sitanafälttåget (på gränsen till Afghanistan, 1863-1864), vilka kampanjer han beskrivit i bokform. Han var högsta befäl över artilleriet i brittiska armén 1870-1875, guvernör vid krigsakademin i Woolwich 1875-1880, stabschef och andre man på den egyptiska expeditionen 1882 samt, 1883-1886 guvernör på Gibraltar.